# Provincia Kié-Ntem
Kié-Ntem es una de las 8 provincias que componen Guinea Ecuatorial. 
Situada en la parte noreste (NE) de Río Muni (parte continental del país), limita al norte con la provincia camerunesa del Sur, al este con la provincia gabonesa de Woleu-Ntem, al sur con la provincia de Wele-Nzas, y al oeste con la provincia de Centro Sur. Su capital es la ciudad de Ebibeyin.

## Toponimia
El nombre "Kié-Ntem" proviene del río Kié, en el límite oriental de Río Muni, y del río Ntem, el cual desemboca en el atlántico por el delta del río Campo. Paradójicamente, este río no atraviesa la provincia, aunque pasa cerca al norte.

## Geografía
Se localiza geográficamente alrededor del punto 2° N, 11° E.

## Demografía
La población en 2013, era de 238 548 habitantes, según la Dirección General de Estadísticas de Guinea Ecuatorial.

## Actualidad
Debido al régimen dictatorial al que está sometido Guinea Ecuatorial, la provincia de Kié-Ntem sufre una tremenda marginación frente al grupo dominante, y sus habitantes huyen al exilio (Camerún y Gabón).

## Municipios y Distritos
La provincia está constituida de los siguientes Municipios y Distritos.

### Municipios
- Ebibeyin
- Micomeseng
- Nsok-Nsomo
- Ncue
- Bidjabidjan
- Nsang

### Distritos
- Ebibeyin (con 86 Consejos de Poblados)
- Micomeseng (con 54 Consejos de Poblados)
- Nsok-Nsomo (con 47 Consejos de Poblados)